# Endlicheria goeldiana
Endlicheria goeldiana är en lagerväxtart som beskrevs av Vattimo. Endlicheria goeldiana ingår i släktet Endlicheria och familjen lagerväxter. Inga underarter finns listade i Catalogue of Life.